# Дейвид Медяник
Дейвид Кристофър Медяник (на английски: David Christopher Miedzianik, произношение на презимето му на английски Меджъник, р. 24 юли 1956 година) е британски поет и писател. Той е първият аутист, който е написал своя автобиография. Тематика на поезията му са депресия, изолация и научна фантастика.